# Fiat 2000
FIAT 2000 — важкий італійський танк періоду Першої світової війни.

## Історія
В період Першої світової війни Італія не мала своїх бронетанкових підрозділів, і в 1916 році автомобільна компанія Fiat отримала замовлення на розробку першого італійського танку. 21 липня 1917 року воєнна комісія ознайомилася з прототипом нового танка. Його механічні системи були вже готові, але зовнішня оснастка була додана пізніше; в прототипі вона була представлена зробленою з дерева відкритою конічною баштою з макетом гармати. Доробили зовнішню конфігурацію танка лише у 1918 році.

## Опис
Fiat 2000 був потужною машиною, порівнянною за розмірами з британськими Mark V; якщо останні важили 28 тонн, то Fiat — 40 тонн. Водій знаходився в передній частині танка і мав хороший огляд завдяки оглядовій щілині та ряду бічних отворів.
Компонування танка помітно відрізнялося від інших танків цього часу, особливо британських. Двигун знаходився окремо від екіпажу, але не позаду відсіку для екіпажу (як у сучасних танках), а під ним. Інтерес представляла і новаторська механіка, включаючи Fiat Aviazione A12 — шестициліндровий двигун 240 л. с. з водяним охолодженням, що приводить у рух катки за допомогою поперечної тяги. Бак вміщував від 600 до 1000 літрів палива, але це дозволяло подолати максимум 75 км шосе.
Ходова частина була довшою, ніж броня, що прикриває її, але нижче в порівнянні з оперізуючими «ромбовидні» британські танки гусеницями, тому її вага була меншою. Броня являла собою сталеві листи, що кріпляться заклепками; товщина лобової броні становила 20 мм, бічний — 15 мм.
Озброєння спочатку мало складатися з баштової зброї та десяти кулеметів (чотири спереду, по три з боків), проте це залишило б незахищеною корму і призводило б до проникнення порохових газів у відсік для екіпажу. В результаті в дах було вмонтовано вентилятор, а кулемети розташувалися за такою схемою: три ззаду, по два спереду та з боків.
Можливо, найцікавішою частиною озброєння танка була вежа: крім Рено FT-17, це був перший танк з вежею, що обертається, встановленою нагорі корпусу. Вежа виготовлялася з чотирьох склепаних разом блоків, у ній могли розміститися двоє людей і встановлювалося 65/17 знаряддя. Завдяки високій вежі та простору перед нею, кути відмінювання знаряддя становили −10/+75°.

## Використання
Цей танк часто називають «найважчим танком Першої світової», хоча це не зовсім вірно, оскільки Fiat 2000 не брав участі безпосередньо у Першій світовій війні. Замовлення було невеликим і склало 50 танків, проте завод виготовив лише два танки-прототипи.
Після війни танк був представлений як один із видів озброєння, що дозволило здолати ворога. Обидва прототипи були відправлені до Лівії для боротьби з повстанцями, увійшовши поряд із закупленими французькими танками до створеної танкової батареї (1° Batteria autonoma carri d'assalto).
У Лівії виявилося, що середня швидкість Fiat 2000 становить 4 км/год, і через два місяці їхня служба закінчилася, оскільки вони не могли наздогнати мобільного ворога. Один із них залишився у Лівії, а інший повернувся навесні 1919 року до Італії, де виступив у присутності короля на римському стадіоні. Танк продемонстрував низку трюків: він в'їхав на 1,1-метрову стіну, потім проломив тараном іншу стіну (заввишки 3,5 м), переїхав траншею завширшки 3 метри та повалив кілька дерев. Однак ця вражаюча вистава не повернула йому інтересу публіки, і танк був забутий. Кілька років він провів у депо, доки переїхав за наказом полковника Еге. Мальтезе у форт Тібуртіно, ризикуючи спалахнути по дорозі. У 1934 році він брав участь у параді Campo Dux, для якого його заново розфарбували і навіть переозброїли: два передні кулемети були замінені 37/40 гарматами. Пізніше він був встановлений у Болоньї як пам'ятник, але його подальша доля, як і доля танка, що залишився в Лівії, невідома.